# Constantí (fill de Lleó V l'Armeni)
Simbaci, en grec medieval Συμβάτιος, de l'armeni Sembat, que en alguns llocs se l'anomena Sabaci (Σαββάτιος) o Sambates (Σαμβάτης), va ser el fill gran de l'emperador romà d'Orient Lleó V l'Armeni (r. 813-820). Poc després de la coronació del seu pare, va ser nomenat coemperador i rebatejat amb el nom de Constantí (Κωνσταντίνος). Va regnar nominalment amb el seu pare fins que aquest va ser derrocat el 820. Després el van exiliar a una de les illes dels Prínceps i va ser tonsurat.

## Biografia
Simbatios era el fill gran de Lleó i la seva esposa Teodòsia. Era un nen quan el seu pare va pujar al tron. Devia néixer probablement entre l'any 800 i el 810. L'anterior emperador Miquel I Rangabé (r. 811-813) va ser potser el seu padrí. Quan Miquel I va ser derrocat, Lleó V va pujar al tron el Nadal de l'any 813, el va fer coronar coemperador i li va canviar el nom pel de Constantí. Aquest nom no va ser escollit a l'atzar. A més de ser un nom imperial tradicional, les aclamacions de les tropes als emperadors "Lleó i Constantí" eren una clara evocació de l'emperador iconoclasta Lleó III Isàuric (r. 717 - 741) i del seu fill Constantí V Coprònim (r. 741 - 775). Era una declaració clara d'intencions, no només contra enemics externs com ara els búlgars, derrotats reiteradament per Constantí V, sinó que també tenia com a objectiu els conflictes interns, ja que Lleó V va reintroduir la iconoclàstia. L'any 815, Constantí va presidir de forma honorífica, representant al seu pare, un consell a Constantinoble, que reintroduïa la prohibició de venerar les icones.
Després de l'assassinat del seu pare el 25 de desembre del 820, Constantí es va exiliar a l'illa de Kınalıada, una de les Illes dels Prínceps, amb la seva mare i els seus tres germans. Els quatre nois van ser castrats i tonsurats. Van ser a l'exili fins que van morir. L'emperador Miquel el Tartamut (r. 820-829) els va permetre de mantenir una part dels ingressos produïts pels seus dominis confiscats, per proveir la seva subsistència i la dels seus servents.